# سوني كاري
سوني جاك كاري (بالإنجليزية: Sonny Jack Carey)‏ (مواليد 20 يناير 2001) هو لاعب كرة قدم إنجليزي محترف يلعب في نادي بلاكبول كلاعب خط وسط. لقد لعب سابقًا في King's Lynn Town.